# 50 років КБ Південне (монета)
«50 ро́ків Держа́вному констру́кторському бюро́ „Півде́нне“» — ювілейна монета номіналом 5 гривень, випущена Національним банком України. Присвячена ДКБ «Південне», яке було засновано 10 квітня 1954 року в м. Дніпро.
Монету введено до обігу 29 березня 2004 року. Вона належить до серії «Інші монети».

## Опис та характеристики монети
| Номінал грн. | Метал      | Маса, грам | Діаметр, мм. | Якість виготовлення | Гурт     | Тираж, штук |
| ------------ | ---------- | ---------- | ------------ | ------------------- | -------- | ----------- |
| 5            | нейзильбер | 16,54      | 35           | звичайна            | рифлений | 30 000      |

### Аверс
На аверсі монети зображено орбіту штучного супутника над частиною земної кулі, на тлі якої розміщені малий Державний Герб України та написи в чотири рядки: «2004», «УКРАЇНА», «5 ГРИВЕНЬ» і логотип Монетного двору Національного банку України.

### Реверс

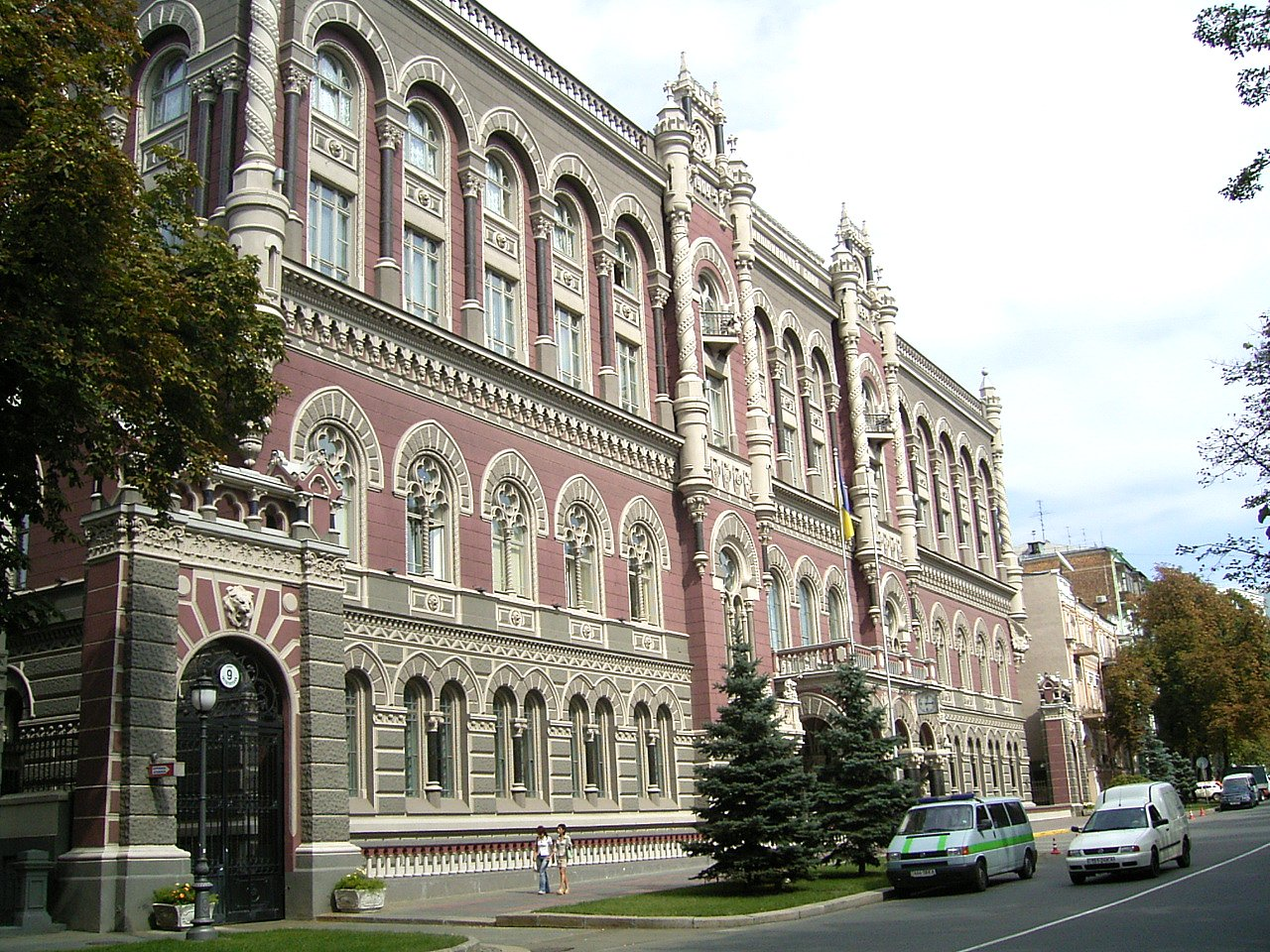
Будівля Національного банку України

На реверсі монети зображені серп місяця (ліворуч) і космічний апарат, угорі півколом розміщені написи «КБ «Південне»», нижче у два рядки  — «50 РОКІВ».

## Автори
- Художник — Бєляєв Сергій.
- Скульптории: Чайковський Роман, Атаманчук Володимир.

## Вартість монети
Під час введення монети в обіг 2004 року, Національний банк України розповсюджував монету через свої філії за номінальною вартістю — 5 гривень.
Фактична приблизна вартість монети, з роками змінювалася так:
| Рік        | 2010 | 2011 | 2012 | 2013 | 2014 | 2015 | 2016 | 2017 | 2018 | 2019 | 2020 | 2021 | 2022 | 2023 | 2024 | 2025 |
| ---------- | ---- | ---- | ---- | ---- | ---- | ---- | ---- | ---- | ---- | ---- | ---- | ---- | ---- | ---- | ---- | ---- |
| Ціна, грн. | 35   | 40   | 50   | 50   | 50   | 70   | 115  | 170  | 180  | 195  | 210  | 210  | 210  | 380  | 530  | 530  |